# Isle of Sheppey
Isle of Sheppey er en ø på nordkysten af countiet Kent, England, der ligger ud til Themsens udmunding omkring 42 km fra det centrale London. Den har et areal på 93 km2. Øen er en del af Swale. Sheppey er afledt af oldengelsk Sceapig, der betyder "fåre-ø".
Nutidens ø har historisk været kendt som "Isles of Sheppey" hvilket udover Sheppey også inkluderede Isle of Harty mod syd og Isle of Elmley mod sydvest. Over tid er kanalerne imellem øerne blevet fyldt op, og har skabt én stor ø, der er forbundet med fastlandet via to broer; Kingsferry Bridge (indviet i 1959) og Sheppey Crossing (indviet i 2006). Ligesom en stor del af det nordlige Kent består øen af Londonler, og der findes mange fossiler på øen. The Mount nær Minster er omkring 76 m høj, og det er det højeste punkt på øen. Resten af Sheppey er lavtliggende, og den sydlige del af øen er marskområde, der har mange dræningskanaler på kryds og tværs, og den bruges hovedsageligt til gærsning.
Økonomien drives primært af et skibsværft og en havn, tre fængsler og forskellige campingpladser.

## Vikinger
I år 835 invaderede vikinger Sheppey, hvilket er den første kendte eksempel på vikingetogter i Sydengland.
Sheppey blev efterfølgende udsat for mange plyndringstogter, da øen lå sårbar ud mod Østersøen, og den var således en nemt mål.
I 855 blev Sheppey, som en del af kongeriget Wessex, vinterlejr for en vikingehær, der sandsynligvis var nogle af de samme plyndringsmænd, som havde besøgt øen tidligere. Plydnringstogterne fortsatte hen mod foråret, og Sheppeys kirke blev brugt til festhal og hovedkvarter.
I 1016 skulle Knud den Store af Danmark og hans tropper have trukket sig tilbage til Island of Sheppey i stedet for at møde kong Edmund Jernside i kamp om vinteren. Kong Edmund samlede sine tropper fasten og igangsatte et angreb på Knud kort efter påske.